# Mâlâ
 (avril 2012).
Si vous disposez d'ouvrages ou d'articles de référence ou si vous connaissez des sites web de qualité traitant du thème abordé ici, merci de compléter l'article en donnant les références utiles à sa vérifiabilité et en les liant à la section « Notes et références ».
Pour les articles homonymes, voir Mala.

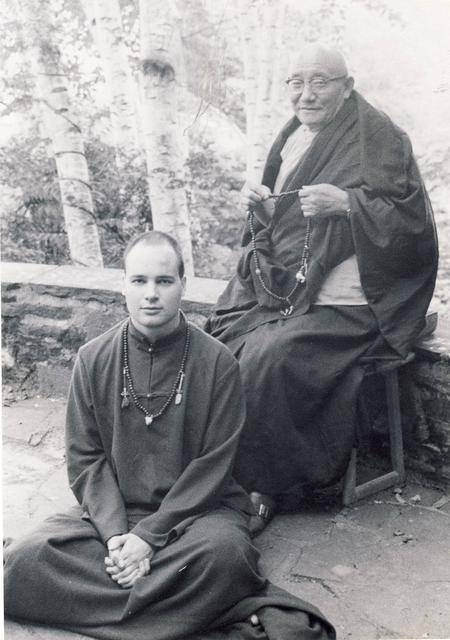
Dezhung Rinpoch, maître bouddhiste tibétain et un disciple, tous deux avec un mâlâ. Avant 1987, à Seattle (?), USA.

La mâlâ (japa mala ou mâlâ; sanskrit IAST: mālā : guirlande; un collier ; chapelet) est un chapelet dans l'hindouisme, le jaïnisme et le bouddhisme, utilisé pour la récitation des mantras. La mâlâ est aussi une guirlande de fleurs.  
En tant que chapelet, elle est composée traditionnellement de 108 grains, graines ou perles de bois de diverses essences — bois de santal par exemple. Certaines écoles[Lesquelles ?] utilisent cependant des mâlâ comportant un nombre inférieur de grains[réf. nécessaire].

## Dans le bouddhisme
La mâlâ accompagne le pratiquant bouddhiste lors de ses prières, et sert à compter les récitations de mantras. Entre les grains de la mâlâ sont, parfois, insérés quatre repères appelés chaturmaharaja, perles plus grosses ou pendentifs symboliques (vajra ou gantha).
La mâlâ peut être en bois, en verre, en pierres semi-précieuses ou en os[réf. nécessaire]. Elle est composée de 108 grains ou graines qui peuvent signifient les 108 épreuves que Bouddha a rencontrées, ou les 108 noms qu'il utilise. Au Japon, la mâlâ porte le nom de nenju. 

## Dans l'hindouisme
Le rudraksha est constitué de graines de différentes tailles d’Elaeocarpus ganitrus. Le simple fait de porter ce chapelet sur soi aurait, dans l'hindouisme, des vertus spirituelles[réf. nécessaire].

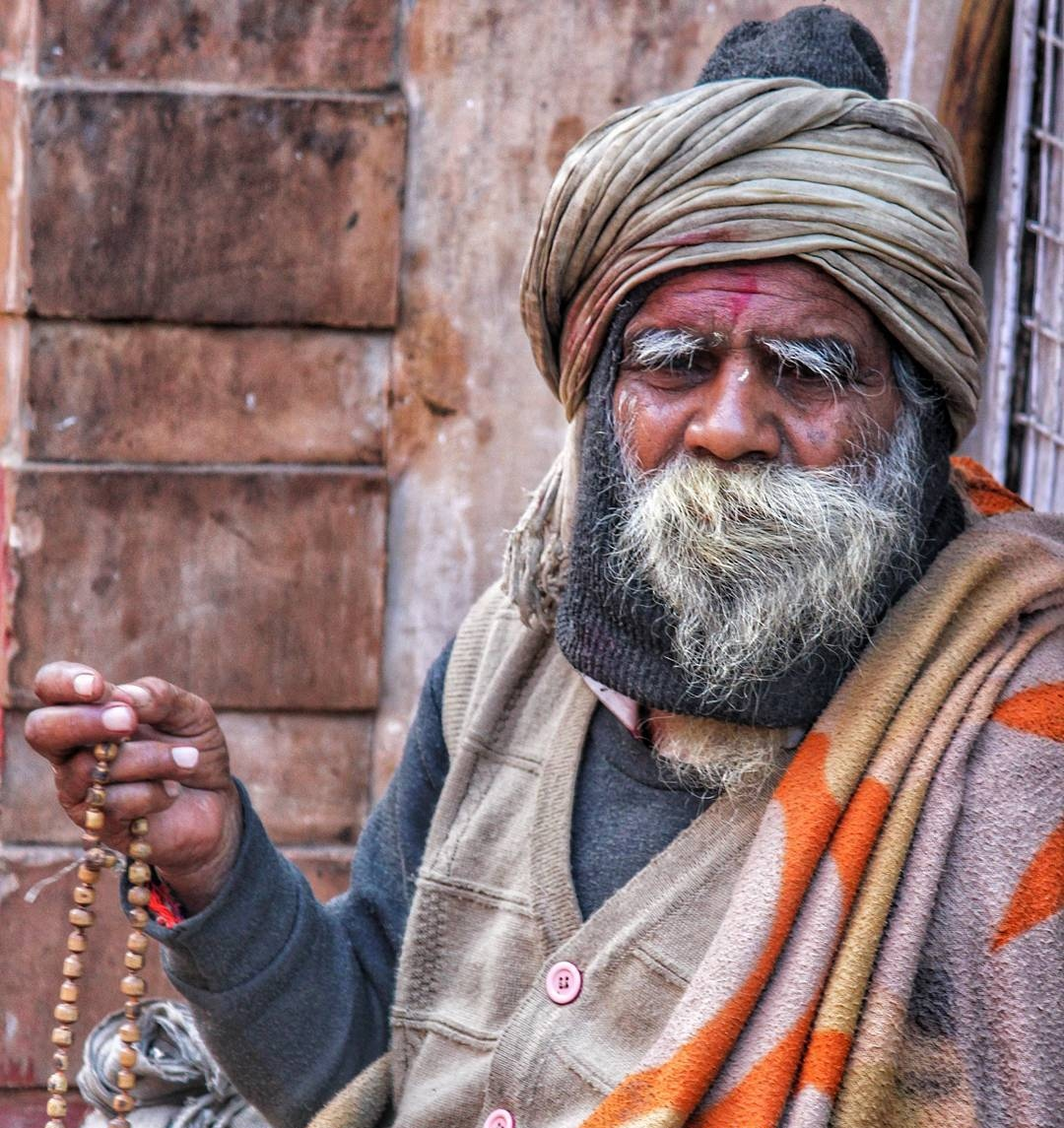
Sâdhu avec son japamala. Vrindavan, Inde, 2017.

## En fleuristerie
Dans le sous-continent indien voire en Asie du Sud Est, la mâlâ est aussi une guirlande de fleurs — souci, jasmin — utilisée pour la parure. Lorsque celle-ci est placée sur une représentation divine, elle a alors un caractère dévotionnel. La fabrication de ces mâlâ est la tâche d'artisans spécialisés, les mâlâkâra, constitués en caste et maîtrisant ce qui est considéré comme un des 64 arts traditionnels indiens[réf. nécessaire]. Le mot mâlâkâra est d'ailleurs un nom de famille courant au Bengale pour les artisans de cette caste.

## Galerie

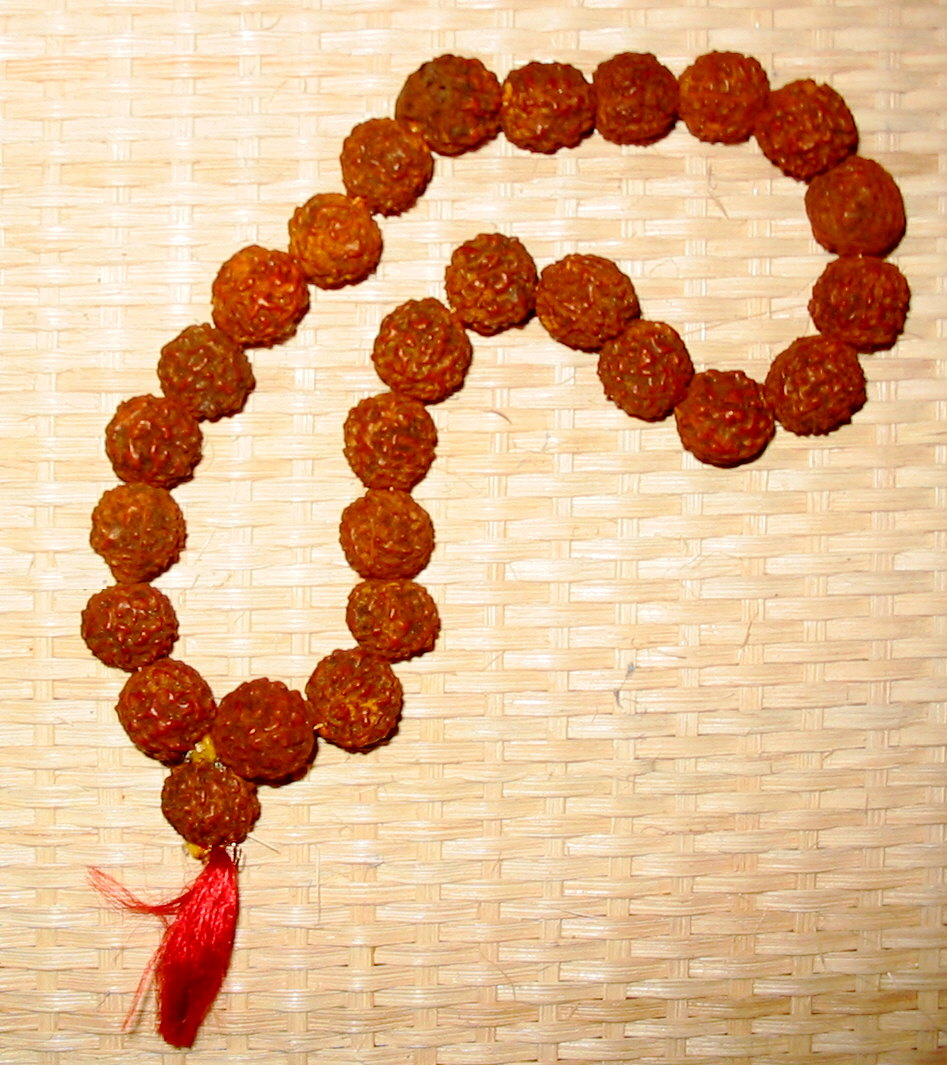
Le Rudraksha hindou ou plutôt shivaïte.
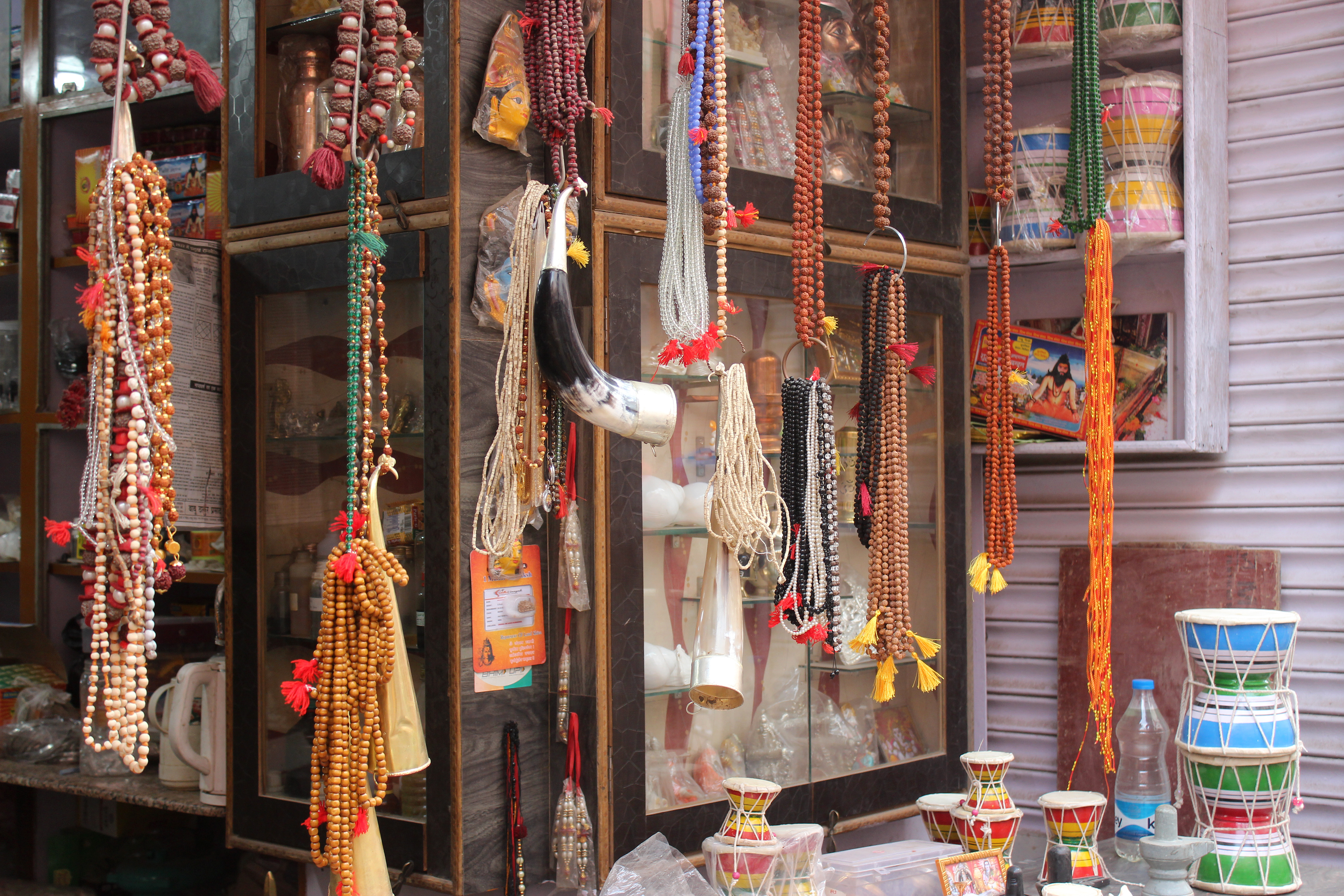
Différents types de Japa mala (chapelet) vendus à Varanasi, Inde.
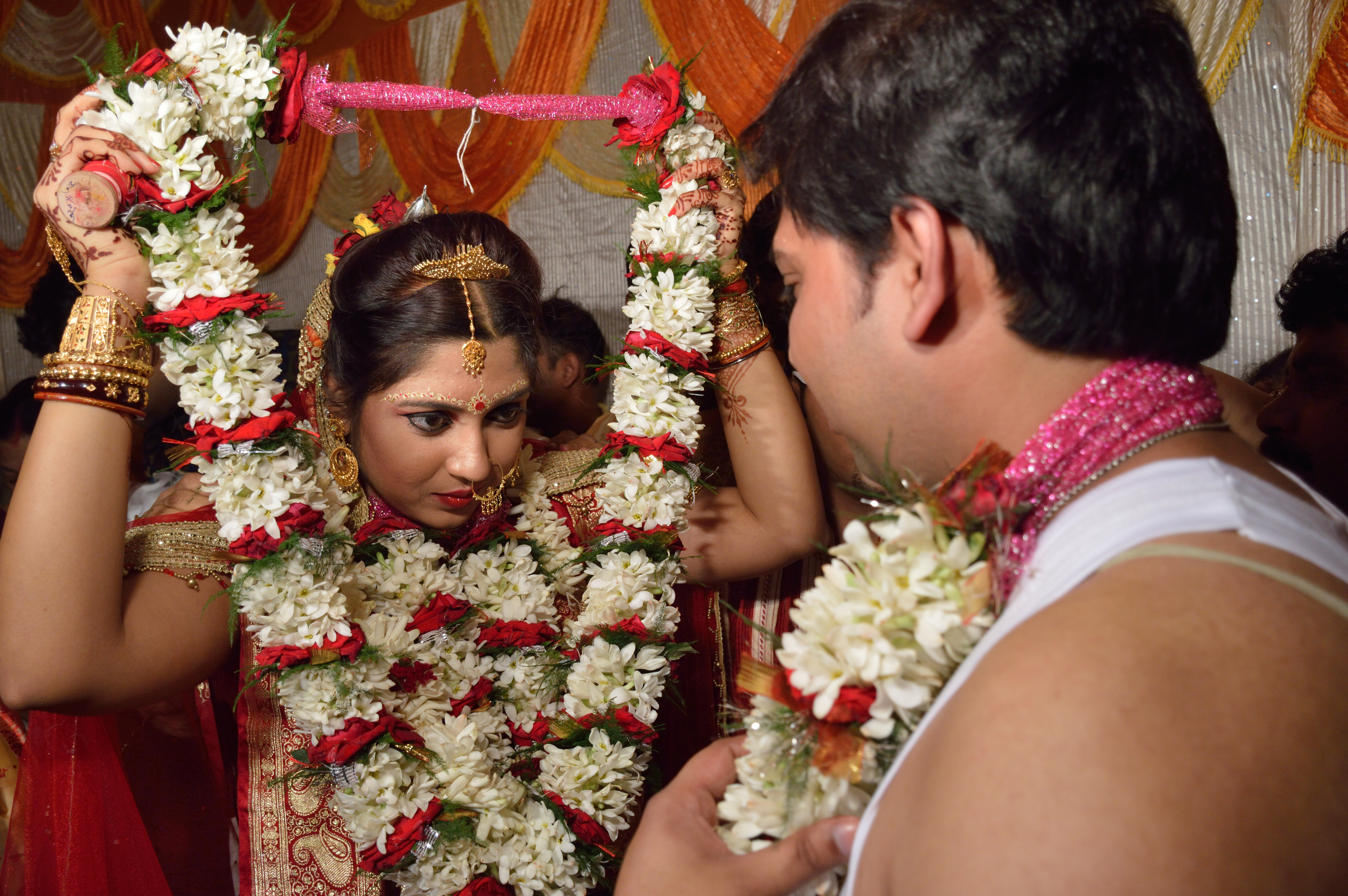
Échange entre époux des mâlâ, ou colliers de fleurs, lors d'un mariage bengali hindou à Howrah.
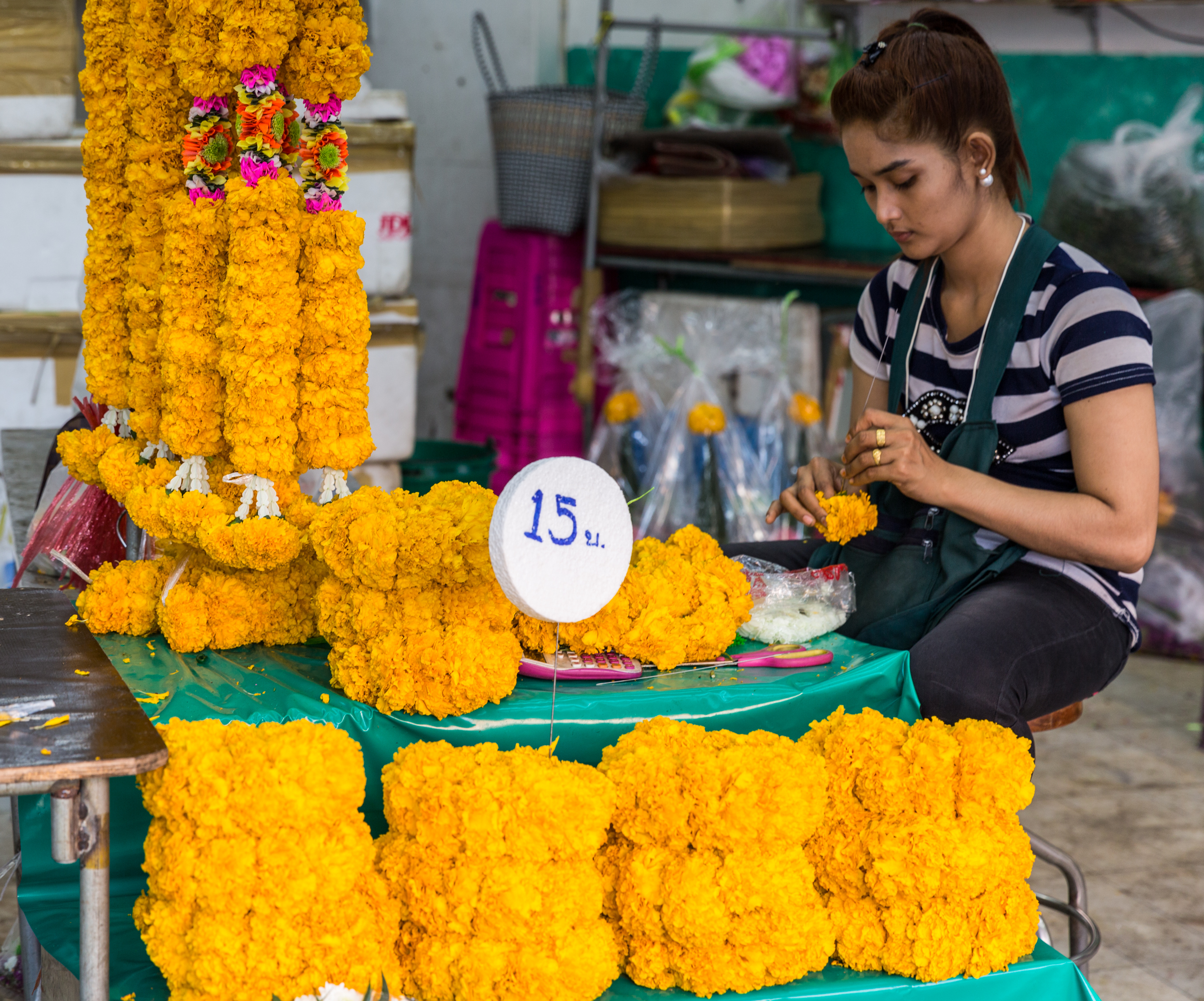
Étal et vendeuse de phuang malai dans un marché aux fleurs de Bangkok.

### Articles liés
- Nenju
- Japa